# Baard Owe
Baard Arne Owe (* 3. Juli 1936 in Mosjøen; † 11. November 2017 in Kopenhagen) war ein dänischer Schauspieler.

## Leben und Wirken
Baard Owe wurde in Norwegen geboren, lebte mit seinen Eltern und Geschwistern aber schon seit frühester Kindheit in Dänemark. Später zog die Familie nach Kopenhagen.
Nach dem Schulabschluss absolvierte er von 1953 bis 1956 seine Schauspielausbildung an der Staatlichen Theaterschule in Kopenhagen. Sein Bühnendebüt hatte er im Jahr 1956 am Aalborg-Theater. Er gastierte auch am Folketeatret, am Odense Teater, am Betty-Nansen-Theater, am Aarhus Teater, am Gladsaxe-Theater und am Königlichen Theater Kopenhagen. Am Bristol-Theater war er zudem langjähriges Ensemblemitglied. In den 1960er-Jahren moderierte Owe einige Jahre lang den Dansk Melodi Grand Prix, wobei es sich um den dänischen Vorentscheid zum Eurovision Song Contest handelte.
Im Jahr 1961 hatte er in dem Film Jetpiloter seine erste Rolle. Insgesamt wirkte er als Schauspieler vor der Kamera bis zu seinem Tod in mehr als 110 Film-und-Fernsehproduktionen mit. Owe arbeitete mit vielen Regisseuren zusammen, unter anderem auch mit Stig Lommer, Erik Balling und Lars von Trier.
Baard Owe war von 1957 bis zu seinem Tod mit der Schauspielerin Marie Louise Coninck verheiratet. Aus der Ehe gingen zwei Töchter und zwei Söhne hervor, wovon David Owe ebenfalls als Schauspieler bekannt wurde.
Owe starb am 11. November 2017 im Alter von 81 Jahren an den Folgen einer Krebserkrankung. Er wurde auf dem Sondermark-Kirkegard in Frederiksberg beigesetzt.

## Filmografie (Auswahl)
- 1964: Gertrud
- 1971: Viceværten
- 1988: Medea
- 1991: Europa
- 1994–1997: Hospital der Geister (Riget, Fernsehserie)
- 2004: Die Rache des Tanzlehrers (Danslärarens återkomst)
- 2005: Mankells Wallander: Am Rande der Finsternis (Mörkret)
- 2007: O’ Horten
- 2008: Was niemand weiß (Det som ingen ved)
- 2009: Mankells Wallander: Die Cellospielerin (Cellisten)
- 2016: Villmark Asylum (Villmark 2)
- 2018: Necromancer – Stay Metal! (Lad de døde hvile)